# Plecia bifida
Plecia bifida är en tvåvingeart som beskrevs av Hardy 1968. Plecia bifida ingår i släktet Plecia och familjen hårmyggor. Inga underarter finns listade i Catalogue of Life.